# Менде Петковски
Менде Петковски (на македонска литературна норма: Менде Петковски) е журналист, колумнист и есеист от Република Македония.

## Биография
Роден е в 1956 година в мариовското село Ивени. Завършва основно образование и гимназия в Битоля, след което учи политически науки в Белградския университет. Завършва Педагогически факултет в Битолския университет. Веднага след завръщането си в Битоля започва работа в Радио Битоля и осем години го оглавява. Дописник е на голям брой печатни и електронни медии в страната и чужбина.
Носител е на новинарската награда на Македонската информационна агенция за вест на годината, на Златен плакет от „4-ти ноември“, на наградата на вестник „Дневник“.
Умира на 6 септември 2005 година в Битоля.
След смъртта му вестник „Дневник“ създава наградата „Менде Петковски“ за най-добър авторски текст на дописници от вътрешността на Република Македония.